# Снус
Снус је влажни дувански бездимни производ пореклом из Шведске, који је настао почетком 18. века. Поставља се унутар усне (између усне и десни) током дужих периода, као код сублабијалне примене. Снус није ферментисан. Иако се користи слично америчком дувану за умакање, снус обично не доводи до потребе за пљувањем и, за разлику од насвара, снус се пастеризује на пари.
Продаја снуса је илегална у свим земљама Европске уније, осим у Шведској, Естонији, Мађарској и Данској. Такође је најчешћи облик дувана у Норвешкој, а доступан је и у Швајцарској. Канада отежава добијање снуса обесхрабрујући његове кориснике увођењем високих пореза на производе попут снуса. Неке земље ЕУ попут Естоније дозвољавају продају производа сличниј снусу који садрже никотин, али немају дуван. Локалне сорте снуса, које су све популарније у Сједињеним Државама, виђене су као алтернатива пушењу, е-пушењу, жвакању, потапању, растворљивом дувану и дувану. Међутим, амерички снус нема исте производне стандарде или састојке као шведски снус и обично користи значајне количине заслађивача.
Снус обично садржи никотин, који изазива високу зависност. Хемијски састојци различитих врста снуса варирају, а студије на нивоу популације сугеришу да се разликују и ризици од болести.

## Историја
У 16. веку, њушак (дуван у праху), претеча снуса, у Француску је увео француски дипломата Жан Нико, који је радио на двору француског краља Хенрија II. Препоручио је њушак Катерини Медичи као лек против мигрене. Када је постала редовна конзуматорка њушка, то је постала мода међу дворима и грађанима Француске више класе, посебно међу женама, јер се сматрало друштвено прихватљивијим од осталих облика дувана.
Овај тренд употребе њушка у носу проширио се и на Шведску почетком 17. века. У 18. веку шведски произвођачи почели су да производе влажни њушак који се стављао у горњу усну и није захтевала пљување. Постао је познат као снус. Етан (Ettan; што значи „број један“), регистрован 1822. године, је најстарија марка снуса која се и даље продаје.
Популарни је мит да снус или било који други облик бездимног дувана садржи стаклопластику или честице стакла као помоћ у апсорпцији никотина у корисниковој крви. Ово није тачно. Слузокоже лако апсорбују слободни никотин. Осећај сагоревања узрокује сам никотин (слично пецкању никотинске гуме) и неки адитиви у храни попут натријум карбоната (Е500). Натријум карбонат је адитив за храну који се користи за повећање pH дувана (смањење киселости). Ово повећава биорасположивост никотина, што значи да је на располагању више за апсорпцију. Неке ароме (посебно ковнице) су адстрингентне и могу појачати пецкање или пецкање.

## Конфузија снуса и њушка
Снус, суви њушак и дуван за умакање различити су производи које људи који говоре енглески језик често називају бурмутом или њушком (snuff), али се обрађују и користе на врло различите начине, сваки са својим ризиком.
Енглеска реч „snuff“ на шведски је преведена на снус. Често се реч „њушак“ користи за назални облик дувана. Исто важи и за амерички дуван за умакање који је у Америци познат само под називом бурмут. Изван Сједињених Држава, излечени влажни бурмут који се наноси на доњу усну и за који је потребно пљување (амерички: њушка) једноставно се назива амерички дуван за умакање.

## Разлике између снуса и сличних дуванских производа
Неки облици дувана који се конзумирају у устима могу се категоризовати као:
- Шведски снус је влажни облик бездимног дувана који се обично ставља испод горње усне и који не резултира потребом за пљувањем. Продаје се или у облику влажног праха познатог као растресити снус или упакован у врећице познате као порциони снус. Снус је често благо ароматизиран аромом дима прехрамбене намирнице, бергамотом, цитрусима, бобицом смреке, биљем и / или цветним укусима. Већина скандинавског снуса производи се у Шведској и регулише се као храна према шведском Закону о храни.[8] Многи шведски произвођачи чак су увели сопствене стандарде квалитета поврх већ врло строгих прописа о прехрамбеним производима, како би осигурали квалитет.

- Амерички снус, доступан од касних 1990-их, сличан је скандинавском облику, али обично има нижи садржај влаге и нижи pH, што резултира нижом биорасположивошћу никотина од скандинавских сорти, што значи да је мање доступно за апсорпцију.[9] Амерички снус је често ароматизован, на пример, метвом, зимницом, ванилом или воћем (нпр. Трешња), а може садржати шећер. То значи да амерички снус, за разлику од шведског снуса, нема скоро никакву арому дувана, а употребљени агенси за арому су интензивни са често претерано слатким укусом. Иако су и америчка и шведска верзија категорисане као снус без пљувања, многи корисници америчког снуса ипак пљују када се набави вишак пљувачке. На овај начин се избегавају неки уобичајени нежељени ефекти америчког снухања, попут жгаравице и стомачног стреса.[10]

- Носни снус (углавном енглеска, немачка и скандинавска), која се у шведском језику назива luktsnus, а у Норвешкој luktesnus, а у Сједињеним Америчким Државама Scotch snuff, сув је прашкасти облик снуса. Често је ментолован или на други начин мирисни.

- Дуван за жвакање (северноамерички, европски), је дуван у облику кратких или дугих, лабавих нити листова и стабљика (попут дувана у лули или дужих) или ређе исецканог лишћа и стабљика компресованих у блокове који се називају чеповима или чак фино млевених комада компримованих у пелете. Неколико брендова је исечено на много финије лабаве нити, попут дувана за мотање цигарета. Жвакање се ставља између образа и десни, или се активно жваће. Узрокује обилно саливирање, посебно када се жваће, а због свог надражујућег (чак и мучног) деловања на једњак, овај „сок“ обично захтева пљување. Дуван за жвакање је давно успостављени северноамерички облик дувана (пореклом од традиционалне употребе сировог листа дувана од стране староседелачких народа Америке), а такође је легалан у Европској унији. Дуван за жвакање је понекад ароматизован, нпр. са зимзеленом, јабуком или трешњом.

- Дуван за умакање (северноамерички), познат и као умочени дуван, дуван за пљување или, двосмислено, као влажна бурмутица, уобичајени је амерички облик дувана (доступан и у Канади и Мексику). Влажно је и помало фино млевено, али мање од снуса. Умакање дувана (тако се назива зато што корисници умачу прсте у паковање како би стегнули део који се убацује у уста) поставља се између доње усне или образа и десни; не користи се назално. Као и код дувана за жвакање, саливација је обилна и обично се избацује. Дуван за умакање обично је ароматизиран, традиционално са зимзеленом или ментом, мада су сада доступне и многе друге ароме, док неки неароматизирани брендови остају популарни. Почев од средине 1980-их, неколико брендова је паковало амерички дуван за умакање у порозне врећице попут оних које се користе за многе марке скандинавског и америчког снуса.

- Насвар (Средња Азија) је влажни облик дувана у праху, често зелени и понекад обрађен минералним кречом и / или дрвеним пепелом. Користи се попут дувана за умакање или ставља под језик, а оштар је и често јако ароматизиран, нпр. са кулинарским уљима (кардамом, сезам), воћним кречом, ментолом итд.

## Индустрија
Иако је шведски снус претходно био доступан само путем поште у САД, све већи број продавача дувана почео је да га складишти. R. J. Reynolds Tobacco Company, Philip Morris USА, U.S. Smokeless Tobacco Company и American Snuff Company сада производе сличне производе под називом Camel Snus, Grizzly Snus и Skoal snus, (с тим што је R.J. Reynolds раније производио снус под марком Марлборо). Иако се амерички снус пакује на приближно исти начин (влажни дуван у малој кесици), производне методе се знатно разликују од традиционалних шведских метода. Поред тога, разлике у начину формулисања америчког снуса могу умањити неке од његових могућих здравствених користи у односу на друге дуванске производе. Swedish Match, водећи произвођач шведског снуса, тренутно је произвођач снуса за тестирање и маркетинг у Канади, Русији и неколико региона широм САД.
У октобру 2012. године, повереник Европске уније за здравство и потрошачку политику, Јохан Дали, поднео је оставку, након истраге Европске канцеларије за борбу против превара (OLAF), због жалбе произвођача дувана Swedish Match. OLAF је открио да се неименовани малтешки предузетник обратио Swedish Match-у користећи његове контакте са господином Далијем, тражећи исплате у замену за утицај на могуће законе о снусу. Очекивало се да ће нова Директива ЕУ о дуванским производима бити именована током јесени 2012.
Swedish Match је прокоментарисао да очекују, с обзиром на доказане научне чињенице у вези снуса, да би то требало размотрити у поштеном правном поступку за предлог нове Директиве о дуванским производима.

## Последице по здравље
Студија на скоро 10.000 шведских мушких грађевинских радника објављена у Међународном часопису за рак 2008. године открила је статистички значајан пораст учесталости комбиноване категорије карцинома усне шупљине и ждрела међу свакодневним корисницима снуса. Друга студија извештава о 16 случајева рака усне шупљине међу корисницима снуса. Друге студије и коментари у познатим часописима, као што су British Medical Journal и The Lancet, не потврђују никакву корелацију између употреба снуса и оралног карцинома, али једна студија сугерише вероватно повећан ризик од рака панкреаса као резултат употребе снуса. Обједињена анализа девет проспективних студија у којима је учествовало више од 400.000 мушкараца и објављена у Међународном часопису за рак 2017. године открила је да употреба снуса није повезана са већим ризиком од рака панкреаса.
Европска унија забранила је продају снуса 1992. године, након што је студија Светске здравствене организације (СЗО) 1985. године закључила да је „орална употреба њушкица врста које се користе у Северној Америци и западној Европи канцерогена за људе“, али СЗО комитет за дуван такође је признао да докази нису коначни у погледу здравствених последица за потрошаче снуса. Само су Шведска и Европско удружење слободне трговине (ЕФТА) чланице Норвешке изузете од ове забране. Популарни покрет током припрема за референдум за чланство Шведске у ЕУ 1994. године изузеће од забране продаје снуса у ЕУ условио је споразумом о чланству.
Недавне акције многих европских влада на ограничавању употребе цигарета довеле су до позива за укидање забране снуса, јер се генерално сматра да је мање штетан од цигаретног дима, како за корисника, тако и за друге.
Пошто се снус не удише, то не утиче на плућа као што то чине цигарете. Будући да је пастеризован, а не сушен ватром попут дувана за пушење или другог дувана за жвакање, садржи ниже концентрације нитросамина и других канцерогених супстанци које настају делимично анаеробним загревањем протеина - 2,8 делова на милион за бренд Еттан, у поређењу са тако високим као 127,9 делова на милион код неких америчких брендова. СЗО признаје да шведски мушкарци имају најнижу стопу рака плућа у Европи, делом и због ниске стопе пушења дувана, али се не залаже за замену снуса за пушење, наводећи да ефекти снуса и даље остају нејасни. Око 2005. године, неколико извештаја, [које?] Делимично финансира снус индустрија, указује на то да се нордијски снус не може приписати карциногеним ефектима, што је резултирало уклањањем налепнице упозорења која је тврдила да снус може проузроковати рак. Замењена је општијом ознаком „Може негативно утицати на ваше здравље“. Истраживање се наставља, али нису дати коначни извештаји у вези са великим штетним ефектима снуса на здравље.
Извештај из 2014. године који је наручило Публиц Хеалтх Енгланд о електронским цигаретама закључио је да снус има профил ризика који укључује могуће повећање ризика од рака једњака и панкреаса. У извештају се наводи да употреба снуса није повезана са повећањем ризика од инфаркта миокарда, већ је повезана са повећаним ризиком од умирања од особе ако је особа већ има. Извештај је такође закључио да не постоји повећани ризик од ХОБП или рака плућа. 
Произвођач снуса Сведисх Матцх поднео је захтев за модификовани дувански производ (МРТП) америчком Центру за храну и лекове за храну и лекове (ФДА) за дуванске производе да измени захтеве на етикети упозорења:

###### Дебата међу истраживачима јавног здравља
Постоје неке расправе међу истраживачима јавног здравља око употребе „сигурнијег“ система за испоруку дувана или никотина, који се углавном деле у две линије мишљења. Неки (пре свега у Европској унији и Канади) верују у „смањење штете од дувана“, са општим уверењем да, иако би требало да остане циљ смањења зависности од никотина у популацији као целини, смањење штете по здравље оних који одлуче да користе никотин прагматичнији је од жеље да се смањи укупна зависност од никотина. Другим речима, људе који користе штетније облике дувана (нпр. Цигарете) треба подстицати да пређу на мање штетне производе (нпр. снус). Друга школа мишљења је да не треба промовисати ниједан дувански производ и да треба уместо тога усмерити пажњу на то да корисници пређу на никотинску заменску терапију или да потпуно престану.
Један од заговорника коришћења снуса за смањење штете је Карл Фагерстром, који је докторирао на психологији и који се сматра водећим истраживачем у престанку пушења у Шведској. Нека данас доступна истраживања показују да употреба снуса смањује или елиминише ризик од карцинома повезаних са употребом других дуванских производа, као што су дуван за жвакање (врста која се првенствено користи у САД и Канади, створена у процесу сличном дувану за цигарете) и цигарете. Широко распрострањена употреба снуса од стране шведских мушкараца (процењује се на 30% шведских мушкараца бивших пушача), која истискује пушење дувана и друге врсте њуха, сматра се одговорном за то што је смртност због дувана код мушкараца у Шведској била знатно нижа него било која друга европска земља. Супротно томе, с обзиром на то да жене традиционално ређе користе снус, њихова стопа умрлости дувана у Шведској може се упоредити са стопом осталих европских земаља.
Снус може бити мање штетан од осталих дуванских производа. Према Кенету Варнеру, директору Мреже за истраживање дувана на Универзитету у Мичигену, „шведска влада је проучавала ове ствари до смрти и до данас нема убедљивих доказа да то има било какве штетне здравствене последице.… Шта год да на крају сазнају, драматично је мање опасно од пушења “.
Извештај из 2014. године који је наручило Public Health England о другом путу смањења штете од дувана, електронским цигаретама, испитивао је случај снуса као „јединствени природни експеримент у утицају социјално прихваћеног, немедицинског, приступачног и лако доступног производа са смањеном штетом на распрострањеност пушења дувана “. Закључили су да "Иако контроверзан, шведски природни експеримент показује да, упркос двострукој употреби и примарном увођењу производа смањене штете од стране младих, доступност алтернатива смањене штете за пушаче дувана може имати повољан ефекат. Иако снус вероватно неће постану легална или заиста политички одржива опција у Великој Британији, ови подаци доказују концепт да стратегије смањења штете могу допринети значајном смањењу преваленције пушења “.

## Снус без дувана
Једна варијација снуса је снус без дувана, који је заправо замена за снус, а не снус. Овај производ сличан снусу користи лишће црног чаја, са солима и аромама, и нема садржај дувана. Попут снуса, доступан је у слободном стању или, чешће, у врећама, које су понекад познате и као махуне. Иако није направљен од дувана, већина продавача у Шведској неће га продавати особама млађим од 18 година.
Снус без дувана представила је шведска компанија Ноницо са брендом Цхоице 2003. Swedish Match је лансирао свој конкурентски бренд Onico 2006. У почетку је направљен од кукурузног скроба, али 2008. је промењена формула када је утврђено да узрокује зубне проблеме због створеног шећера.
Снус без дувана отворио је ново тржиште у Европи, где се редовни снус са дуванским снусом не може продавати према царским маркама.
У Холандији је забрањено куповати или продавати било какав Снус због његових прописа европског закона.
Никотинска врећица је бела пропорционална торба која садржи никотин. Слично је снусу, али не садржи лист дувана. У Канади се никотин сматра леком на рецепт, па је лични увоз никотина забрањен. Изузеци постоје за оне који су у складу са овим критеријумима: лекар или психијатар, произвођач лекова, трговац лекова на велико, фармацеут или становник стране државе док је посетилац у Канади.